# Джеррі Джерен
Джеррі Джерен (англ. Gerry Geran, 3 серпня 1896, Голіок — 8 вересня 1981, Бруклін) — американський хокеїст, що грав на позиції центрального нападника. Грав за збірну команду США.

## Ігрова кар'єра
Професійну хокейну кар'єру розпочав 1917 року.
Протягом професійної клубної ігрової кар'єри, що тривала 11 років, захищав кольори команд «Монреаль Вондерерс» та «Бостон Брюїнс».
Виступав за збірну США.